# Humbert Balsan
Humbert Balsan (* 21. August 1954 in Arcachon; † 10. Februar 2005 in Paris) war ein französischer Filmproduzent, Vizepräsident des Verwaltungsrats der französischen Cinemathek und Vizepräsident des Europäischen Filmpreises.

## Leben
Der gelernte Schauspieler wechselte nach einigen kleineren Rollen das Fach und schuf sich seit Ende der 1970er ein Renommee als Produzent. Balsan hat eine Anzahl französischer Filmemacher entdeckt und gefördert. Zu seinen jüngsten Erfolgen zählte der Film Divine Intervention des palästinensischen Regisseurs Elia Suleiman, der 2002 den Preis der Jury des Cannes-Festivals erhielt.
Balsan war in früheren Jahren (zuletzt 2003) Juror der Berlinale, die am 14. Februar zu seinem Gedenken eine Sondervorführung seines Films Gibt es zu Weihnachten Schnee? (Regie Sandrine Veysset) ansetzte. Der Chef der Filmfestspiele von Cannes, Gilles Jacob, bekannte öffentlich: „Wir haben einen Bruder verloren.“ Er produzierte mehr als 60 Filme. Er arbeitete mit Filmemachern wie Youssef Chahine, Elia Suleiman, Gilles Portes und Yolande Moreau zusammen.
Er tötete sich am Abend des 10. Februar 2005 in seinem Pariser Büro selbst durch Erhängen. Seine schweren Depressionen, die dafür die Ursache ausmachten, hatte er sich öffentlich nicht anmerken lassen. Laut dem Nachruf der Pariser Zeitung Libération hatte er laufende Filmprojekte mit Claire Denis, Béla Tarr, Francis Girod und steckte nahezu bis zuletzt voller Pläne.
Lars von Trier widmete ihm seinen Spielfilm Manderlay. Der Spielfilm Der Vater meiner Kinder (frz.: Le père de mes enfants) rekonstruiert mit veränderten Namen und biografischen Details die Wochen vor und nach Balsans Suizid.

## Filmografie (Auswahl)

### Als Schauspieler
- 1974: Lancelot, Ritter der Königin (Lancelot du Lac)
- 1976: Nordwestwind (Noroît)
- 1978: Ein Balkon im Wald (Un balcon en forêt)
- 1980: Der Loulou (Loulou)
- 1981: Einzigartige Chanel (Chanel Solitaire)
- 1981: Eine merkwürdige Karriere (Une étrange affaire)
- 1981: Quartett (Quartet)
- 1982: Feuer und Flamme (Tout feu, tout flamme)
- 1983: Verheiratet mit einem Toten (J'ai épousé une ombre)
- 1983: Grausames Spiel (Un jeu brutal)
- 1984: Eine Liebe von Swann (Un amour de Swann)
- 1984: Diebe der Nacht (Les voleurs de la nuit)
- 1988: Frequenz Mord (Fréquence meurtre)
- 1995: Jefferson in Paris
- 2002: L’adversaire
- 2003: Eine Affäre in Paris (Le divorce)

### Als Produzent
- 1989: Für immer Alexandria (Iskanderija, kaman oue kaman)
- 1990: Liebe in der Vorstadt (L’amour)
- 1993: Sabine
- 1994: Das Licht der erloschenen Sterne (La lumière des étoiles mortes)
- 1994: Der Emigrant (Al-mohager)
- 1995: Muriel treibt ihre Eltern zur Verzweiflung (Muriel fait le désespoir de ses parents)
- 1996: Gibt es zu Weihnachten Schnee? (Y’aura t’il de la neige à Noël?)
- 1997: Das Schicksal (Le destin)
- 1997: Am Morgen danach (Post coïtum animal triste)
- 1999: El Medina – Die Stadt (El Medina)
- 1999: Rembrandt
- 2002: Göttliche Intervention – Eine Chronik von Liebe und Schmerz (Yadon ilaheyya)
- 2004: Wenn die Flut kommt (Quand la mer monte …)
- 2004: Die große Reise (Le grand voyage)
- 2006: Ein perfekter Freund (Un ami parfait)
- 2007: The Man from London

### Als Regieassistent
- 1977: Der Teufel möglicherweise (Le diable probablement )